# Жан IV (герцог Брабанту)
Жан IV (*Jean IV de Brabant, 11 червня 1403 — 17 квітня 1427) — 10-й герцог Брабанту в 1415—1427 роках, граф Ено, Голландії і Зеландії в 1418—1427 роках (як Жан III).

## Життєпис
Походив з династії Валуа-Бургундія, молодшої гілки французької королівської династії Валуа. Старший син Антуана, герцога Бургундського, і Жанни Люксембург де Сен-Поль (доньки Валерана III, граф Люксембург).
У 1415 році після загибель батька в битві під Азенкуром, стає новим герцогом Брабанту і Лімбургу, маркграфом Антверпену. Втім спочатку це оскаржив імператор Сигізмунд Люксембург. Але молодого герцога підтримав Іоанн I, герцог Бургундії, та Штати Брабанту. При цьому регентом став Іоанн Бургундський.
В своїй політиці намагався зробити Брабант лідером серед нідерландських графств. 10 квітня 1418 року в Гаазі він одружився з Якобою Віттельсбах, графинею Ено, Голландії і Зеландії. Остання розраховувала на Жана IV у протистоянні зі своїм стрийком Йоганном III. Після одруження Жан IV став співправителем Якоби в усіх її володіннях.
Але шлюб виявився невдалим — Жан IV намагався керувати самостійно графствами, відсторонивши від влади дружину. При цьому Жана підтримувала партія тріски (містяни, бургери), а дружину — партія гачка(знать). Того ж року невдало спробував зайняти місто Дордрехт. 1418 року завдяки інтригам імператора Священної Римської імперії Сигізмунда Люксембурга на Констанцькому соборі папа римський Мартин V визнав шлюб незаконним. Але подружжя не визнавала цього.
Протягом 1419 року подружжя боролося між собою та Йоганном III. 27 травня 1419 року папа римським видав ще одне рішення про незаконність шлюбу Жана і Якоби. Але 1420 року уклав Мартинсдикську угоду, за якою Йоганну III на 12 років передавались в управління Голландія та Зеландія, а Ено залишалася за Якобою. Якоба не визнала цієї угоди, втекла до Англії. Тут 1421 року оголосила свій шлюб з Жаном IV розірваним. У 1420 році проти нього виступили Штати Брабанту, які обрали брата Філіппа регентом. Лише у1421 році Жан IV зміг домогтися відсторонення брата від посади, остаточно приборкав брабантську шляхту у 1422 році.
7 березня 1422 року папа римський Мартин V остаточно визнав шлюб Жана і Якоби розірваним. Того ж року колишня дружина герцога Брабанту вийшла заміж за герцога Гамфрі Ланкастера, герцога Глостера, молодшого брата короля Англії Генріха V. Втім Жан IV не змирився.
1424 року Якоба разом з новим чоловіком та англійським військом висадилася в Кале, а наприкінці того ж року відновила владу в Ено. 1425 року зайняла Голландію та Зеландію. У відповідь Жан IV звернувся до знаті і містян Брабанту, намагаючись отримати кредит в обмін на різні привілеї.
У 1425 році Жан Брабантський, отримавши дозвіл папи римського, заснував Лувенський університет. Разом з цим при підтримці папи римського Мартина V продовжував боротьбу з Якобою, закріпившись в Ено, а Якоба чинила спротив в Голландії. Там Жан IV сподівався на допомогу партії тріски, але в 1427 року він раптово помер. Володіння успадкував його брат Філіпп I. Жан IV був похований поруч з батьком, в храмі Тервюрен (неподалік від Брюсселю).